# Kingpin (Zeitschrift)
Kingpin ist eine britische Schachzeitschrift, die seit 1985 besteht.
Das englische Magazin zeichnet sich durch seinen satirischen Stil aus. Dies kommt bereits im Titel zum Ausdruck, denn Kingpin bedeutet umgangssprachlich Hauptperson oder Nummer eins und andererseits „Königsfesselung“, die es nach den Schachregeln nicht geben kann (der König kann weder selbst eine andere Figur fesseln noch selbst gefesselt werden, da er sonst im Schach stünde).
Die Publikationsweise war ursprünglich dreimal jährlich und zuletzt nur noch unregelmäßig. Chefredakteur ist Jonathan Manley. Zu den Mitarbeitern gehörten in der Vergangenheit die Großmeister Stuart Conquest, Nigel Davies, Glenn Flear, Anthony Kosten und Jonathan Rowson.